# ラグラッツ
ラグラッツ（原題：Rugrats）はニコロデオンのアニメーション。制作はクラスキー・クスポ。また、同作品のスピンオフ作品で続編にあたるラグラッツ・ザ・ティーンズ（原題：All Grown Up!）も同チャンネルにて放送中である。本項では劇場版およびラグラッツ・ザ・ティーンズについても記述する。

## 概要
赤ちゃん達の日常や冒険を描いたアニメーション。アメリカで1991年8月11日放送開始。日本では1998年11月15日よりニッケルオデオン（現：ニコロデオン）で放送が開始され、2000年12月7日からはNHKの衛星アニメ劇場でも放送された。また、2009年12月までトゥエルビのニコロデオンひろばという放送枠で隔日放送されていた。

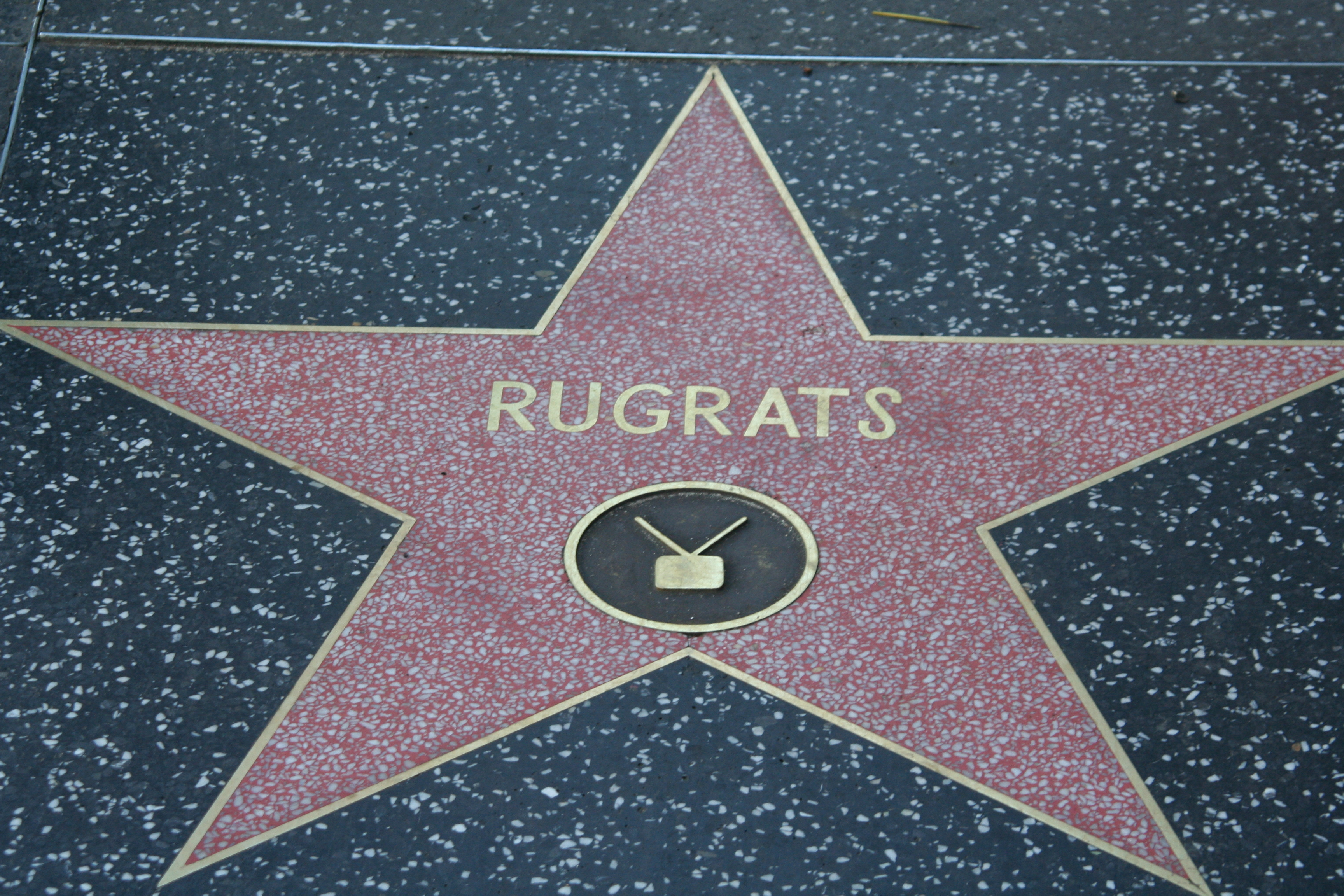
ハリウッド・ウォーク・オブ・フェームの星。

2001年（平成13年）にはハリウッド・ウォーク・オブ・フェームの6600 Hollywood Blvdに星がおかれた。

### 制作
『ラグラッツ』は、当時夫婦だったGabor Csupoとアーリーン・クラスキーのコンビに、ポール・ジャーメインが加わった形で、1989年に企画がつくられた。クラスキー・クスポは当時大手アニメ会社として知られており、TVCMやミュージックビデオ向けのアニメーション制作に携わっていた。また、3人は当時『ザ・シンプソンズ』の制作にも携わっており、1992年まで続いた。子供向けケーブルテレビ局のニコロデオンが、オリジナルのテレビアニメ（現：ニックトゥーン）をつくると発表したのを受けて、3人は自分たちのオリジナルのテレビアニメを作ろうと決めた。その後、クラスキーとクスポの子供たちである赤ん坊の滑稽なしぐさを基にした6分弱のアニメーション"Tommy Pickles and the Great White Thing" が製作された（なお、このパイロット版は現在も放送されていない）。本作の主人公格であるトミーはアーレン・クラウスキーの息子をモデルとしている。
ピーター・チョンはクラスキーとクスポとともにキャラクターデザインを手掛けたほか、パイロット版である"Tommy Pickles and the Great White Thing"とオープニング映像の監督も務めた。1990年、制作を終えた彼等はニコロデオンへそれを提出し、子供たちに見てもらった。パイロット版の反応は良く、テレビシリーズの制作が決定した。この時点でアンジェリカとチャッキーの登場も決定した。アンジェリカは、いじめっ子役が必要だと考えたジャーメインによって作られたキャラクターであり、子供のころに彼を虐めていた少女がモデルとなっているほか、彼女の「甘やかされたお子ちゃま」というキャラクター性を提案したのも彼である。このときクラスキーはアンジェリカに事を気に入っておらず、『バーベキューのおはなし』（原題："Barbecue Story"）において、アンジェリカがトミーのボールをフェンスの向こう側まで投げ飛ばしたことなど、アンジェリカの行為について抗議していた。
ザ・ニューヨーカーの記事の中で、クラスキーは「アンジェリカはいじめっ子だと思います。気に入りませんでした」と話している。彼女はアンジェリカが生み出されたことを完全に拒絶し、他の子を虐めるアンジェリカを彼女は見下していた。そのうち、アンジェリカの存在は、一部のスタッフにとっても悩みの種となり、さらにはアンジェリカ役の声優であるシェリル・チェイスにとっても嫌な子供を演じることが苦悩の種となった。脚本家の一人であるスティーブ・ヴィクセンは、チェイスの苦悩を和らげるべく、「アンジェリカはこの番組にとってのJ・R・ユーイングなんですよ。」と声をかけた。
『裁判』（原題："The Trial"）放送後、クラスキーはキャラクターたちが実年齢よりも年上じみた行動をとっていると言い出した。クスポはクラスキーと脚本家らの言い争いの仲裁をすることが増え、脚本家の言い分が通ることが多かった。製作現場の雰囲気はスクリプトや番組の内容にまで影響が及んだ。1993年、ニコロデオンが第65話目の放送を行った後、新エピソードの制作が中断され、脚本家の多くがクラスキー・クスポを去っていった。初回放送以来、ニコロデオンは毎日放送を続けていた。1994年、ニコロデオンは親子で楽しめるように、夕方の早い時間に放送時間を変更した。3年間再放送が続いた後、新エピソードの制作が再開された。しかし、クラスキー・クスポとかつての脚本家の間には未だに興奮した空気が流れていた。
クラスキーは"新しい"アンジェリカが活躍する『ラグラッツ・ザ・ムービー』を見た後、心情が変わり、「彼女はこの番組にとって重要な存在です。私は彼女を愛しています」と話した。

### ラグラッツ・ザ・ティーンズ
『グラッツ・ザ・ティーンズ』は、赤ちゃん達の約10年後の姿を描いた作品となっている。
これより前に未来を描いた作品には2001年（平成13年）にラグラッツ10周年として放送されたテレビ映画『en:All Growed Up』や、そのテレビ映画を基にしたゲーム『en:Rugrats: All Growed Up - Older and Bolder』がある。『ラグラッツ・ザ・ティーンズ 』の制作は2002年（平成14年）9月から始まり、2003年（平成15年）にはCMが放送された。ただし、そのCMの映像は実際の本編には使われなかった。この番組はアメリカ合衆国で2002年（平成14年）4月12日に先行放送が行われ、本放送が2003年（平成15年）11月に行われた。番組の本放送が始まってから、320万人以上の人（アメリカ合衆国でケーブルテレビを契約している子供たちの3分の1）がニコロデオンにチャンネルを合わせ、 ESPNでNFLの試合の放送があった第2シーズンでは、15位まであるケーブルテレビ視聴率ランキングの首位を獲得し、ニコロデオン史上最高初回視聴率を記録した。（4月の先行放送時はイラク戦争の関係でトップ15にランクインしなかった。）Nick on CBSでは2004年（平成16年）3月14日から 2004年（平成16年）9月9日まで放送された。このシリーズのオリジナルタイトルにはAll Growed Up!とRugrats: All Growed Up!があった。また、Assel Zhumabayevaも参加した。
第1シーズンでは、 リル・ロメオが第8話『It's Cupid, Stupid』でキューピッドのLil Qを演じた。また、en:Nicktoons Networkでは、2008年（平成20年）7月6日に初回放送が行われた。
2007年（平成19年）初頭、アメリカ合衆国のニコロデオンで『ラグラッツ・ザ・ティーンズ』の放送がスケジュールからはずされた。後に再放送が行われだしたが、2006年（平成18年）から新エピソードの制作は行われていない。アメリカ合衆国のニコロデオンは2007年（平成19年）11月12日から11月30日までに『ラグラッツ・ザ・ティーンズ』の最終シーズンのエピソードの多くを放送した。最終シーズンの最後の3話は2008年（平成20年）8月3日、8月10日、8月17日に放送された。
イギリスのニコロデオンでは2006年（平成18年）までに55話すべてを放送した。
日本のニコロデオンでは2004年から2009年9月まで放送された。

### リブートCGIアニメ（2021年）
『Rugrats』は、1991年に製作された同名作品のリブート版。2021年5月27日からシーズン1がParamount+で配信されている。日本では配信されていない。この作品ではアーリーン・クラスキー、ガーボル・チュポー、ポール・ジャーメインが製作に関わっており、クラスキー・チュポーがアニメーション制作を担当している。リブート版での子供の声はオリジナルシリーズと全く同じだが、リブート版での大人はオリジナルシリーズから変更されている。

## 反応
1995年（平成7年）、スティーヴン・スピルバーグはインタビューの中で、この作品を、当時の子供向け番組の中で最も素晴らしい作品だと評価し、彼はこの番組を、自分たちのころのピーナッツに近いものがあると話した 。
IGNは名作アニメベスト100のうち92番目に良い作品とした。

## 登場人物

### 主要人物
トミー・ピクルス（Tommy Pickles）
声：エリザベス・デイリー/吹き替え：松本美和
本作の主人公。赤ん坊たちの間ではリーダー格。
大人たちの言動を赤ん坊なりの考えで解釈している。
『ラグラッツ・ザ・ティーンズ』では必ずしもリーダー的な立ち位置にいないことが出てきた。また、『ラグラッツ・ザ・ティーンズ』では映像製作の分野で才能を発揮することもある。
アンジェリカ・ピクルス（Angelica Pickles）
声：シェリル・チェイス/吹き替え：鈴木澄子→たかはし智秋
トミーとディルのいとこである3歳児。よく年下の子供を虐めてはトミーたちの反撃を食らう。
赤ん坊達と親達のどちらの言葉も話し合える立場である。
『ラグラッツ・ザ・ティーンズ』ではあまり性格は変わっていないが、欠点を直そうと努力する場面もある。
ディル・ピクルス（Dill Pickles）
声：タラ・ストロング/吹き替え：???→斎藤恵理
トミーの弟。『ラグラッツ・ムービー』から登場。
赤ん坊達の中では辿々しい話し方をする。
『ラグラッツ・ザ・ティーンズ』では少々変わり者だが、友達思いのキャラクターになっている。
チャッキー・フィンスター（Chuckie Finster）
声：クリスティーン・カヴァナー→ナンシー・カートライト/吹き替え：前川優子
トミーの親友。赤毛で眼鏡をかけた赤ん坊。気弱な性格だが、勇気を振り絞って行動したこともある。ちなみにピエロ恐怖症。
『ラグラッツ・ザ・ティーンズ』では弱虫というイメージを払拭すべく、授業をさぼってみたりと様々ないたずらに挑戦している。
フィル・デヴィル（Phil DeVille）
声：キャス・スーシー/吹き替え：湯浅香織→中山依里子
リルの双子の弟。リルとの違いはリボンをしていないところ。虫を平気で食べてしまう癖がある。
リル・デヴィル（Lil DeVille）
声：キャス・スーシー/吹き替え：高木江理子
フィルの双子の姉。
『ラグラッツ・ザ・ティーンズ』ではあまり弟と遊ばなくなり、新しい友人を見つけている。
スージー・カーマイケル（Susie Carmichael）
声：クリー・サマー/吹き替え：並木のり子→斎藤恵理
3歳の色黒な少女。アンジェリカ同様に赤ん坊達と親達のどちらとも話せる。兄弟がたくさんいる。
アンジェリカとは対立関係にある時もあった。
キミー・フィンスター（Kimi Finster）
声：クリスティーン・カヴァナー→ディアンヌ・クワン /吹き替え：富坂晶→???
日本人であるキラ・ワタナベ・フィンスターの連れ子。彼女がチャッキーの父と再婚したため、チャッキーの義妹となる。『ラグラッツのパリ探検隊』から登場。
『ラグラッツ・ザ・ティーンズ』にも登場し、Bad Kimiでは頭をピンクのソフトモヒカンにしていたが、その後の回では元に戻していた。

### 主要人物の周囲の人物
スチュー・ピクルス（Stu Pickles）
声：ジャック・ライリー/吹き替え：金子幸伸
トミーの父。発明家。
ディディ・ピクルス（Didi Pickles）
声：Melanie Chartoff
トミーの母。チャッキー同様ピエロ恐怖症。
モデルはアーリーン・クラスキー本人。
アンドリュー"ドリュー"ピクルス（Andrew "Drew" Pickles）
声：マイケル・ベル
アンジェリカの父である会計士。兄弟であるスチューとは仲が悪く、『パパ、おうちにいて』では、ピザ50枚を送り込まれるなどの嫌がらせにあった。
シャーロット（Charlotte Christyan Sillia Adelaide McSell）
声：トレス・マクニール
アンジェリカの母。仕事中毒。
ルーおじいちゃん（Grandpa Lou Pickles）
声：デビッド・ドイル→ジョー・アラスカイ/吹き替え：森訓久
スチューとドリューの父。つまりトミーとディルとアンジェリカの祖父。
キラ・ワタナベ・フィンスター（Kira Watanabe Finster）
声：ジュリア・カトウ
キミーの母。夫と離婚し、チャッキーの父親と再婚した。
チャールズ・"チャズ"・フィンスター（Charles "Chaz" Finster）
声：マイケル・ベル/吹き替え：石川正明
チャッキーの父。スチューの親友でアレルギー体質。
ベティ・デヴィル（Betty DeVille）
声：キャス・スーシー
フィルとリルの母。豪快な性格で親達のではリーダーシップをとる事が多い。
ハワード・デヴィル（Howard DeVille）
声：フィリップ・プロクター
ベティの夫。
Lucia "Lucy" Vazquetzo
声： Cheryl Carter（1992年（平成4年）、1997年（平成9年）からシリーズ終了まで）、Lisa Dinkins（1993年（平成5年））、ハッティー・ウィンストン（『ラグラッツ・ムービー』のみ）
スージーの母。医者。
ミリアム・ピクルス（Miriam Pickles）
声：アンドレア・マーティン
Lou Pickles の年上のいとこ。ポーカーが得意。
シンシア（Cynthia）
アンジェリカが大事にしている人形。
メリンダ・フィンスター（Melinda Finster）
声:キム・キャトラル
チャッキーの生みの母で、彼が生まれてから数ヵ月後に亡くなった。生前は花が好きだった。回想シーンという形で登場する。
ヨナタン（Jonathan）
声 - ルネ・オーベルジョノワ（1995年（平成7年）登場時のみ）、ダン・カステラネタ （1997年（平成9年）から放送終了時まで）
シャーロットのアシスタント。シャーロットにいつもどなられているが、意気地がないのかあまり文句を言わない。

### 芸能関係者及び架空の人物
レプター（Reptar）
映画の中に登場する恐竜。
Robosnail
レプターの敵であるメカカタツムリ。
ダミーベアー
あかちゃんたちのお気に入りのアニメ。スージーの父親は、このアニメの脚本を書いたことがある。

### 劇場版のみの登場人物
レックス
声:ティム・カリー/吹き替え：大川透
トミーらを懸命に探す大人たちを報道するレポーター。
ココ・ラブーシュ
声：スーザン・サランドン
パリ探検隊のみに登場。
ダーウィン
声：トム・ケイン
ワイルド・ソーンベリーズに登場したチンパンジー。

### ラグラッツ・ザ・ティーンズからの登場人物
ぺぺ
声：ブロンソン・ピンチョット/吹き替え：石川ひろあき
学校のシェフ。
Z
声：Cara DeLizia
キミーの友人の一人で学校一のワル。

## スタッフ
- 企画・原作：Arlene Klasky, Gabor Csupo, Paul Germain
- 制作：クラスキー・シスポ
- メインタイトルアニメーター：ピーター・チョン
- 製作総指揮：Vanessa Coffey、Gabor Csupo、Arlene Klasky
- 編集：Karl Garabedian
- プロデュース：Cella Nichols Harris、Geraldine Clarke、David Blum、ポール・ジャーメイン、Kate Boutilier
- 主・キャラクターデザイン：Arlene Klasky、Gabor Csupo、ピーター・チョン
- 調整：アンディ・ホーツ

### 日本語版スタッフ

#### ラグラッツ
- 翻訳 - 尾国康子[20]
- 演出 - ?（第1話 - 第27話）→工藤美樹（第28話 - ）[21]

#### ラグラッツ・ザ・ティーンズ
- 翻訳 - 尾国康子[20]
- 演出 - 工藤美樹[21]

## 劇場版

### ラグラッツ・ムービー（The Rugrats Movie）
『ラグラッツ・ムービー』（原題: The Rugrats Movie）は1998年のラグラッツ初の長編作品。アメリカでは1998年（平成10年）11月20日、日本では1999年(平成11年)12月25日で公開された。

#### キャスト
- トミー：エリザベス・デイリー（日本語吹き替え：折笠愛）
- チャッキー：クリスティーン・カヴァナー（日本語吹き替え：坂本千夏）
- アンジェリカ：シェリル・チェイス（日本語吹き替え：神代知衣）
- リル：キャス・スーシー（日本語吹き替え：川田妙子）
- フィル：キャス・スーシー（日本語吹き替え：坂本千夏）

#### スタッフ
- 監督：ノートン・ヴァージェン、イゴール・ゴバリョフ
- プロデューサー：アーレン・クラスキー、ガボア・クスボ
- ストーリーボード：ピーター・チョン
- 日本語版エンディングテーマ：SHAZNA「Winter's Review」

#### 備考
ディル・ピクルス初登場作品であるこの作品には何匹か猿が登場し、その音声は本物のサルからとられている。

### ラグラッツのパリ探検隊（Rugrats in Paris）
2000年（平成12年）11月17日にアメリカで公開された。2002年（平成14年）4月20日に日本で公開された。

#### 日本語吹き替え版キャスト
- トミー：折笠愛
- チャッキー：坂本千夏
- アンジェリカ：神代知衣
- リル：川田妙子
- フィル：坂本千夏
- ?：津田英三
- ?：藤原啓治
- ルル：渡辺美佐
- ココ：塩田朋子
- ジャン：水野龍司

#### スタッフ
- 音響監督：チャーリー・アドラー

### ラグラッツのGOGOアドベンチャー（Rugrats Go Wild）
2003年（平成15年）6月13日にアメリカで公開された。日本ではビデオスルーとして、2004年（平成16年）11月26日にDVD&VHSが発売された。制作会社および放送局が共通している『ワイルド・ソーンベリーズ』とのクロスオーバー。ワイルド・ソーンベリーズの日本語版吹き替えはテレビシリーズと同一である。

#### 日本語吹き替え版キャスト
- トミー：折笠愛
- チャッキー：坂本千夏
- 園部啓一
- 楠大典
- 芝原チヤコ

## 備考
制作会社および放送局が共通している『ぎゃあ!!!リアル・モンスターズ』のキャラクターたちが、1999年に放送された第106話『Ghost Story』にゲスト出演した。